# Qianjiang (Chongqing)
Qianjiang is een stad in de provincie Chongqing van China. De stad heeft ongeveer 500.000 inwoners.